# Henri Patenôtre-Desnoyers
Henri Patenôtre-Desnoyers est un homme politique français né le 3 février 1883 à Charenton-le-Pont (Seine) et décédé le 21 février 1958 à Montmorency (Seine-et-Oise).
Industriel, il est maire d'Enghien-les-Bains et député de Seine-et-Oise de 1928 à 1936, inscrit au groupe des Républicains de gauche, puis au Centre républicain. Il s'occupe surtout des questions relatives à la région parisienne.

## Sources
- « Henri Patenôtre-Desnoyers », dans le Dictionnaire des parlementaires français (1889-1940), sous la direction de Jean Jolly, PUF, 1960 [détail de l’édition]